# Felix Agbor Balla
Felix Agbor Balla, de son vrai nom Felix Agbor Anyior Nkongho, né le 23 août 1970 à Kumba, est un avocat camerounais, spécialiste des droits de l'homme.
Président de l'Association des avocats du département du Fako, vice-président de l'Association des avocats africains en charge de l'Afrique centrale, fondateur et président du Centre pour les droits de l'homme et la démocratie en Afrique (CDHDA) et fondateur du cabinet d'avocats Agbor Nkongho, il est l'un des principaux membres du Consortium de la société civile anglophone du Cameroun (CSCAC), mouvement interdit par les autorités camerounaises,.

## Biographie

### Naissance, études et militantisme
Felix Agbor Balla naît le 23 août 1970 à Kumba dans la région du Sud-Ouest du Cameroun. Pendant son enfance, il fréquente une école primaire de la Convention baptiste du Cameroun (CBC) à Buéa, avant d'intégrer le St. Joseph's College dans le village de Sasse, où il obtient un O-level. Il poursuit ses études au Cameroon College of Arts and Science (CCAS) à Kumba, puis aux cours du soir du GCE de Musole après avoir été renvoyé du CCAS de Kumba pour un écrit subversif connu sous le nom de Lavoir, dénonçant les abus et les mauvaises actions des administrateurs scolaires, ce qui a marqué le début de son activisme dans sa jeunesse. Felix Agbor Balla décrit son exclusion comme une « bénédiction », car cela lui a permis de rencontrer l'écrivain Bate Besong.
Il étudie à l'Université de Yaoundé I et obtient un diplôme LLB en droit privé anglais. Il étudie également au Nigerian Law School, à l'Université libre de Bruxelles, à l'Université de Notre Dame-du-Lac et à l'Université de Leipzig,.

### Carrière
Il travaille comme chercheur au Centre de droit international en Belgique, comme assistant juridique à la Cour pénale internationale (CPI) de la Sierra Leone et comme responsable des droits de l'homme au bureau des Nations Unies en Afghanistan, et en République démocratique du Congo (RDC),.

## Arrestation
Le 17 janvier 2017, dans le contexte des manifestations au Cameroun anglophone, Felix Agbor Balla et Fontem Neba, leaders de la contestation, sont arrêtés,.

### Réactions
Le Barreau du Haut-Canada appelle le gouvernement camerounais à libérer Felix Agbor Balla immédiatement et sans condition et à respecter les pleines fonctions des professions d'avocat sans aucune intimidation. Le 27 mars 2017, l'organisation Robert F. Kennedy Human Rights exhorte le gouvernement camerounais à libérer immédiatement Felix Agbor Balla et à abandonner les charges qui pèsent sur lui. Le professeur américain Sean O'Brien, directeur du droit international des droits de l'homme et ancien professeur de droit de Felix Agbor Balla aux États-Unis dépose une pétition auprès du Conseil des droits de l'homme des Nations unies (CDH) pour la libération immédiate de Felix Agbor Balla.

## Inculpation, procès et libération
Il est rapporté par de multiples sources que Felix Agbor Balla et d'autres personnes sont inculpés de huit chefs d'accusation et pourraient encourir la peine de mort pour « trahison », « terrorisme », « troubles civils », « atteinte à la paix et à l'unité de la République du Cameroun ». Le procès de Felix Agbor Balla devait s'ouvrir le 1er février 2017 et est ensuite reporté au 13 février de la même année. Le 23 mars 2017, le procès de Felix Agbor Balla au tribunal militaire de Yaoundé est repoussé pour une nouvelle audience le 27 avril, puis le 24 mai et enfin le 27 juillet de la même année. Le 31 août 2017, le président Paul Biya signe un décret ordonnant au tribunal militaire de Yaoundé la libération de Felix Agbor Balla et d'autres personnes arrêtés en lien avec les manifestations anglophones,,,.